# Алексеев, Никандр Алексеевич
Ника́ндр Алексе́евич Алексе́ев (1891—1963) — российский и советский писатель, поэт, автор произведений о В. И. Ленине, редактор газеты «Псковский Пахарь».

## Биография
Никандр Алексеевич Алексеев родился в 1891 году в деревне Пидели (ныне — в Красногородском районе, Псковская область). Первоначальное образование будущий поэт получил в Сине-Никольской начальной школе, по окончании которой поступил в Матюшкинскую церковно-учительскую школу. В возрасте четырнадцати лет отправился пешком в Санкт-Петербург на заработки, так как большая крестьянская семья была не в состоянии его прокормить. Участвовал в революции 1905 года, после чего вернулся в Псков и занялся журналистской деятельностью.
В 1907 году основал газету «Псковский Пахарь», впоследствии был её редактором.
В начале Первой мировой войны Никандр Алексеевич оказался под Парижем в составе русского экспедиционного корпуса, там же, в 1918 году увидел свет его первый сборник стихов «Венок павшим», предварённый следующим эпиграфом:

Эта книга одинаково может быть читаема как русскими, французами, англичанами, так и немцами и австрийцами, ибо в ней нет ни одного слова слепой ненависти к отдельным нациям, ибо у большинства людей есть Родина, которую они естественно не могут не любить, как нельзя не любить родной матери, которая может быть была груба и била и колотила и таскала за волосы, когда мы были детьми… Не можем не любить потому, что мы часть её тела… Итак, я плету Венок павшим и кидаю его на свет, к солнцу… Может быть, ты, читатель, найдёшь в нём часть своей собственной невысказанной души… Сентябрь 1907. Париж. Никандр Алексеев.
В 1920 году вернулся в Россию; в 1929 году переехал в Сибирь, где руководил Новосибирским отделением Союза советских писателей. В 1959 переехал в Псков, где скончался в 1963 году. Похоронен на Мироносицком кладбище.

## Творчество
Основу творчества Никандра Алексеевича составляют картины крестьянского быта, труда, воспоминания о поездках и скитаниях, размышления о месте человека в условиях нового времени.
Наиболее значимые произведения и работы:
- «Моё царство» (1907) — дебют
- «Венок павшим» (1917) — сборник стихов
- «Ты-ны-ны» (1919) — сборник стихов
- «Ветровые песни» (1920) — сборник стихов
- «Красное сердце» (1920) — сборник стихов
- «Новые люди» (1923) — пьеса
- «Рождение Ленинской Искры» (1956) — первая часть трилогии о Ленине
- «Первая баррикада» (1956) — вторая часть трилогии о Ленине
- «Великолукская земля» (конец 50-х годов) — альманах, соавтор[4]

## Интересные факты
Книгу «Венок павшим» рецензировал Николай Гумилёв. Рецензия была опубликована в газете «Русский солдат-гражданин во Франции». Это была единственная публикация Гумилёва в этом периодическом издании.